# Hieracium mixtibifidum
Hieracium mixtibifidum es una especie de planta con flor del género Hieracium, de la familia Asteraceae, orden Asterales.

## Distribución
Hieracium mixtibifidum se distribuye por España.

## Taxonomía
Fue descrita científicamente por Mateo y Alejandre.